# Myrmecina opaciventris
Myrmecina opaciventris är en myrart som beskrevs av Carlo Emery 1897. Myrmecina opaciventris ingår i släktet Myrmecina och familjen myror. Inga underarter finns listade i Catalogue of Life.